# Lewa ręka Pana Boga
Lewa ręka Pana Boga (ang. The Left Hand of God) – amerykański dramat filmowy z 1955 roku w reżyserii Edwarda Dmytryka. Scenariusz powstał na podstawie powieści Williama Edmunda Barretta. Zdjęcia kręcono w Malibu.

## Fabuła
Amerykański ksiądz katolicki O`Shea (Humphrey Bogart) udaje się do Chin w miejsce księdza, który został tam zabity. Zyskuje sobie sympatię miejscowych m.in. Anne Scott (Gene Tierney). Wkrótce jednak okazuje się, że O`Shea nie jest tym za kogo się podaje.

## Obsada
- Humphrey Bogart - James Carmody
- Gene Tierney - Anne Scott
- Lee J. Cobb - Mieh Yang
- Agnes Moorehead - Beryl Sigman
- E. G. Marshall - doktor David Sigman
- Jean Porter - Mary Yin
- Carl Benton Reid - ojciec Cornelius
- Victor Sen Yung - John Wong
- Philip Ahn - Jan Teng
- Benson Fong - Chun Tien
- Robert Burton - wielebny Marvin
- Soo Yong - pielęgniarka (niewymieniona w czołówce)